# Ва (мова)
Ва (ва: Va, Vo, Wa, Awa) — мова народу ва, що живе на північному сході М'янми та на півдні Китаю. 

## Діалекти
Виділяють три основних діалекти:
- на діалекті параук розмовляє етнічна група параук-ва[1], яка проживає на території міста Кенгтунг у східній частині штату Шан, на верхів'ї річки Салуїн у північно-східній частині штату Шан в М'янмі, в селищі Менмань повіту Менхай Сішуанбаньна-Дайської автономної префектури; в Ланьцан-Лаху; у повітах Генма-Дай-Ва і Юнде, Цан'юань-Ва у південно-західній частині провінції Юньнань у Китаї, а також, ймовірно, на півночі і північному заході Таїланду[2]. У 2000 році народ ва був переселений на території населених пунктів Монг-Тон і Монг-Хсат, у міста Монг-К'ют, Монг-Явн і Понг-Пач'їн на північно-заході штату Шан.
- На діалекті во розмовляють народ во-кава[3], що живе в Китаї (Ланьцан-Лаху; повіти Чженькан і Юнде у південно-західній частині провінції Юньнань) і М'янмі (5 сіл населеного пункту Хопанг штату Шан)[4], і народ бень, також проживає в Китаї.
- Діалектом ава володіє народ з однойменною назвою[5], що проживає в автономіях Ланьцан-Лаху, Менлянь-Дай-Лаху-Ва та Сімен-Ва у південно-західній частині провінції Юньнань в Китаї[6].

## Писемність
У 1930-ті роки місіонерами була розроблена писемність для мови ва на основі латинської, але широкого розповсюдження вона не отримала: лише 3 % ва володіли цією писемністю на початку 1950-х років.
У 1955 році в Китаї почалася робота по створенню нового алфавіту ва. У березні 1957 року новий змішаний алфавіт для ва був затверджений. Він включав додаткові літери ŋ е ө ɲ.
Однак уже в 1958 році цей алфавіт був замінений алфавітом з 26 стандартними латинськими літерами. Замість ŋ стали писати ng, замість ɲ — ny, замість е — ie, замість ө — o. Цей алфавіт неодноразово уточнювався і використовується в Китаї до цих пір.